# 托爾切洛島

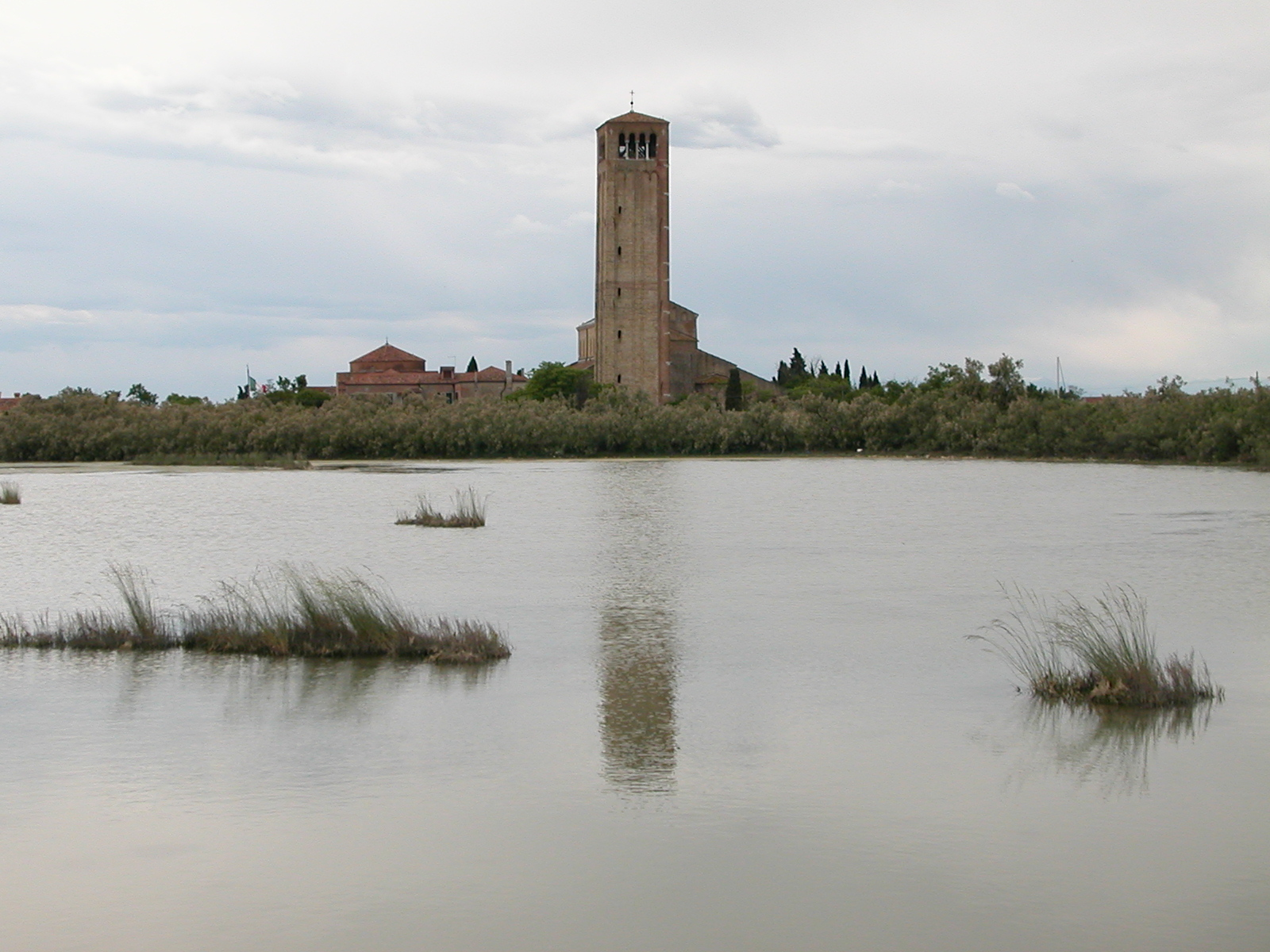

托爾切洛島是意大利的島嶼，位於該國北部威尼斯潟湖，長1.2公里、寬1公里，面積0.44平方公里，最高點海拔高度2米，2009年人口僅14人。美國作家歐内斯特·海明威曾於1948年在該島居住。
岛上主要的景点是圣母升天圣殿。

## 外部連結
- Satellite image from Google Maps

45°30′N 12°25′E / 45.500°N 12.417°E